# Elosita
Elosita és un gènere d'arnes de la família Crambidae. Conté només una espècie, Elosita fuscocilialis, que es troba a Java.